# Cucina trapanese

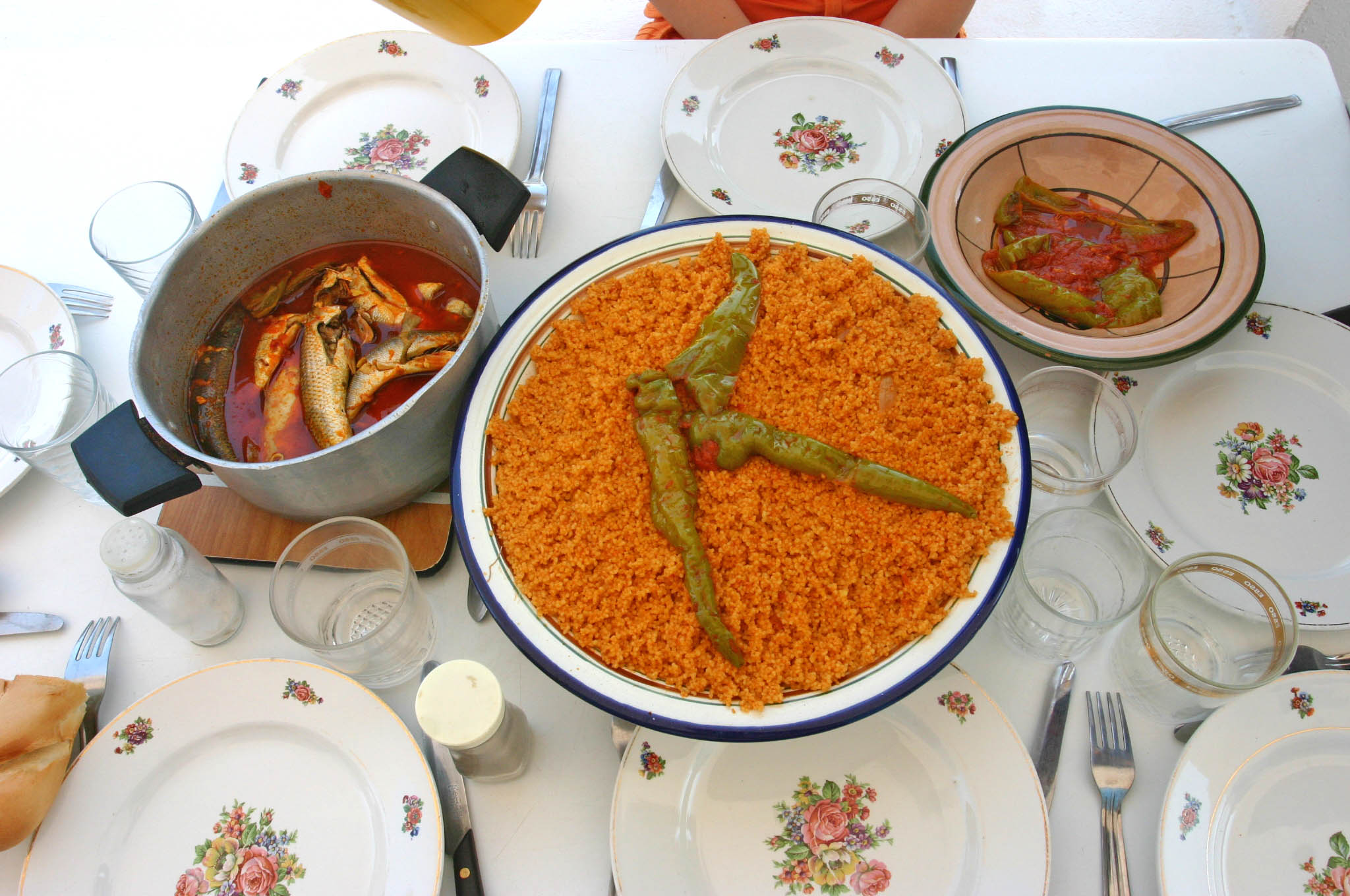
Il cous cous di pesce alla trapanese

La cucina trapanese è la gastronomia tradizionale di Trapani e della sua provincia. Pur avendo molto in comune con la cucina siciliana, risente, più di altre aree della Sicilia, del maggior numero di "contaminazioni" di altre cucine e in particolare dell'influenza maghrebina. E assume una fondamentale differenza nel massivo uso del pesce al posto della carne. I due principali e conosciuti piatti tipici sono il cuscusu e la pasta cu' l'agghia.

## Antipasti

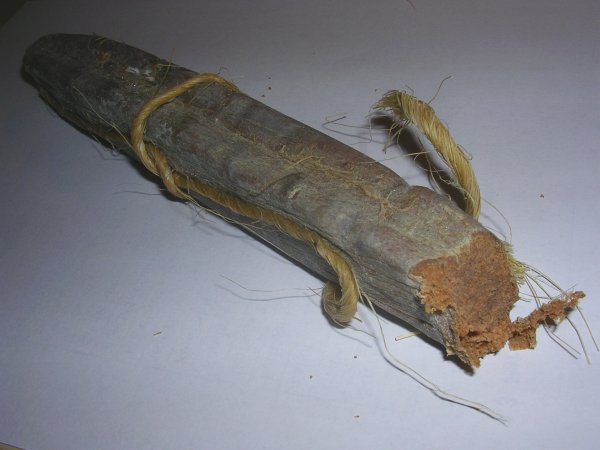
Bottarga di tonno rosso

È dal tonno rosso delle locali tonnare che si ricavano diverse specialità:
- Prodotti di tonnara
  - la bottarga di tonno
  - Tunnina, tonno rosso sotto sale
  - Musciame e ventresca sott'olio
  - il lattume di tonno, lattume sia fresco (a dadini, infarinato e fritto) che salato
  - la "ficazza", insaccato di tonno salato
  - "pulmuneddru", polmone di tonno salato
  - il cuore di tonno, salato
- Menola salata
- Sarde salate
- Salsiccia pasqualora[1]

## Primi piatti

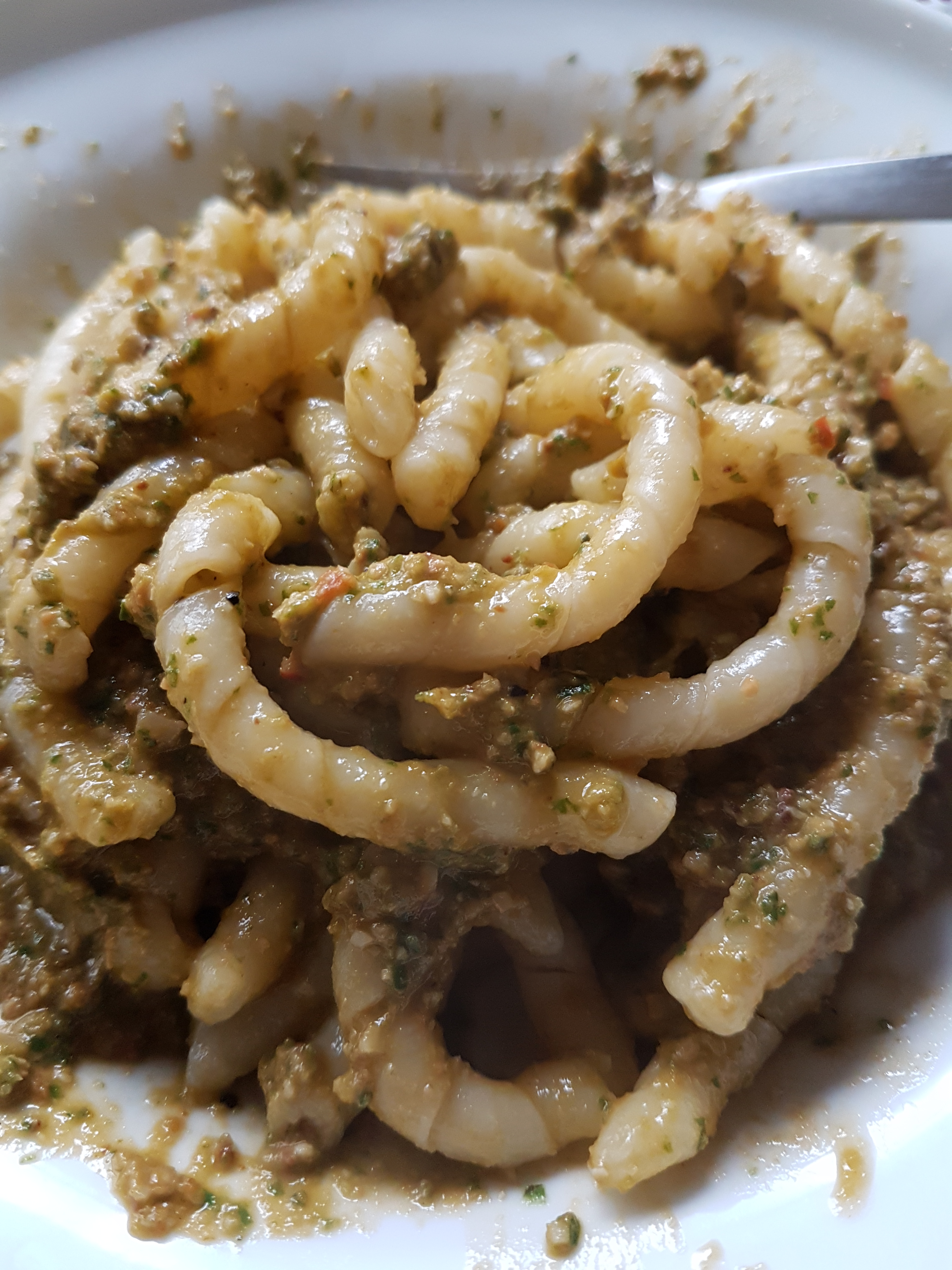
Busiate con il pesto alla trapanese

- Le busiate[2], sorta di maccheroni fatti in casa, attorcigliati con un ramo di buso che è il fusto dell'ampelodesmo. Tradizionalmente veniva consumata condita con salsa di pomodoro fresco locale, il cosiddetto pizzutello, accompagnata da melanzane o zucchine fritte, o anche pesce fritto (ritondo, menola, cicerello).[3]
- Gli gnocculi[4],  tipica pasta fatta in casa (incavata a mano) e condita come i busiati.
- Pasta con "ritunnu rattatu"[5]. Il pesce ritunnu è tipico della cucina trapanese. Il nome ritunnu non si riferisce ad una sola specie ma a due specie in particolari la menola (Spicara maena) e lo zerro (spicara smaris).I pesci una volta pescati devono essere sottoposti a salatura per 24/48 ore. Una volta asciugati al sole i pesci ritunnu sono pronti ad essere consumati. La ricetta con “ritunnu rattatu” ovvero con il ritunno grattato (pesce salato e seccato viene grattato come se fosse del formaggio su piatti di pasta).
- Frascatula, palline di semola impastata e cotta a vapore, accompagnati con brodo di pesce o zuppe di broccoli, ceci e verdure.
- Pasta in brodo d'aragosta: spaghetti rotti a mano con un brodo fatto con concentrato di pomodoro, prezzemolo, aglio e cipolla a cui si aggiunge l'aragosta a lessare, e successivamente la pasta.
- Pasta al brodo di pesce (di zuppa).
- Spaghetti con la bottarga di tonno.
- 'A pasta cu' l'agghia[6], pasta con il "Pesto alla trapanese"; quest'ultimo è un pesto di basilico, olio d'oliva ed aglio, ma con aggiunta di mandorle crude, pomodoro crudo e pecorino grattugiato, utilizzato per condire la pasta fatta in casa (busiate o gnoccoli). Accompagnato da melanzane o patate fritte, ma anche pesce fritto (menola, retunno, cicerello).
- Pasta cu' l'ova di minnula (menola)[7], o con le uova di San Pietro
- Cassatelle in brodo[8] (di pesce o di gallina), ripiene di ricotta e chiuse a spiga o a mezzaluna

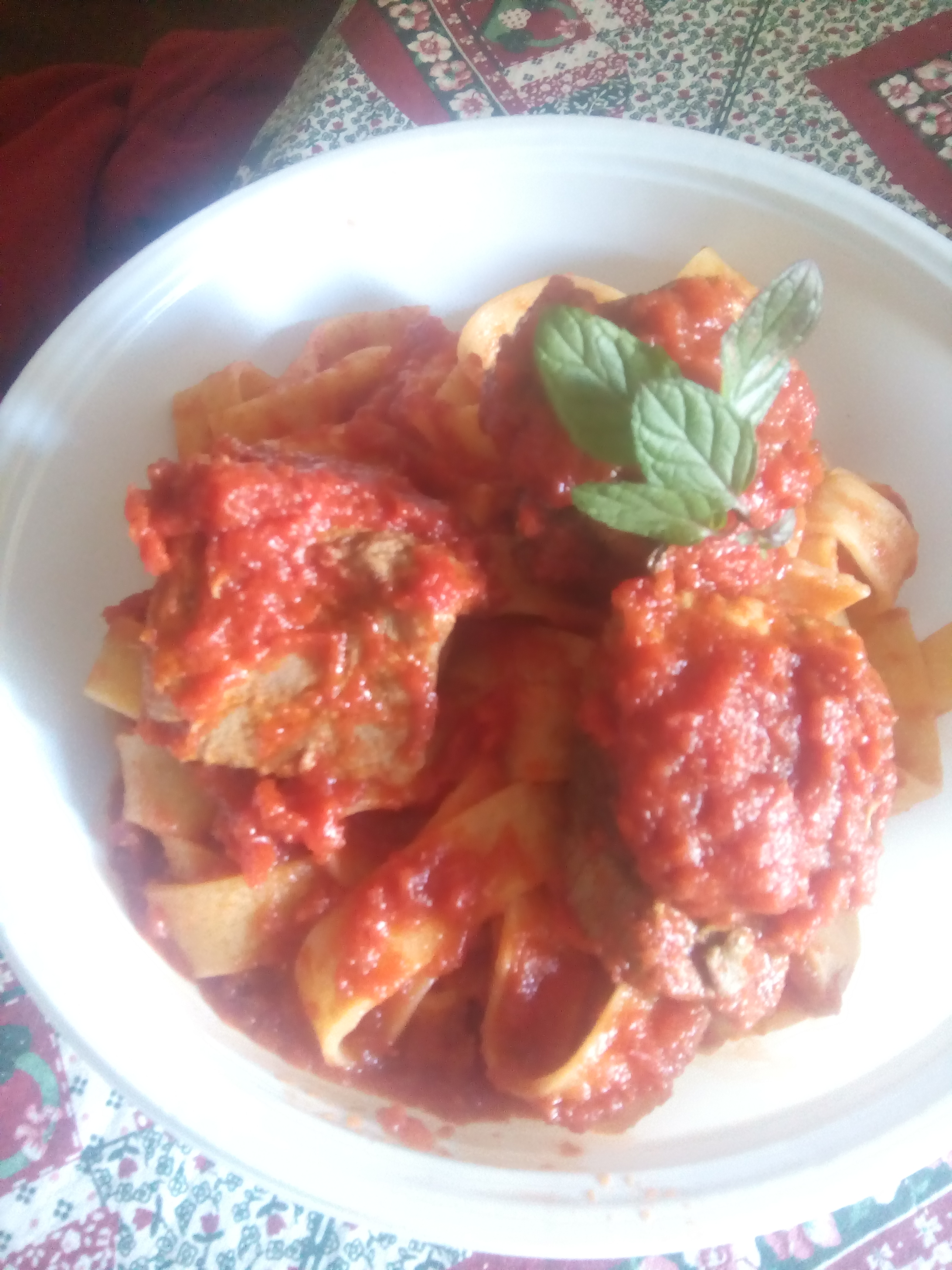
Tonno ammuttunatu, Pasta al ragù di tonno fresco

- Tonno ammuttunatu - Pasta al ragù di tonno rosso (farcito con aglio e menta)
- Pasta al ragù di scorfano
- Pasta al ragù di anguilla di salina (o di grongo o murena).

## Secondi piatti
Tantissime le ricette di pesce:
- Raù ri tunnu, (ragù di tonno rosso fresco) cotto come un ragù di carne, ma farcendo il tonno con spicchi d'aglio (tolto poi a fine cottura) e foglie di menta
- Tunnina ca cipuḍḍata, (tonno in agrodolce)
- Polpette di tonno fresco (fritte e al sugo)
- Ghiotta marinara
- Frittelle di neonata
- Surra o tarantello alla piastra
- Cernia o triglie a matalotta (in tegame con pomodoro, capperi, prezzemolo e aglio)
- Scurmi (sgombri) lardiati, arrostiti alla brace e conditi con una salsa cruda di olio, aceto, aglio e origano[9].

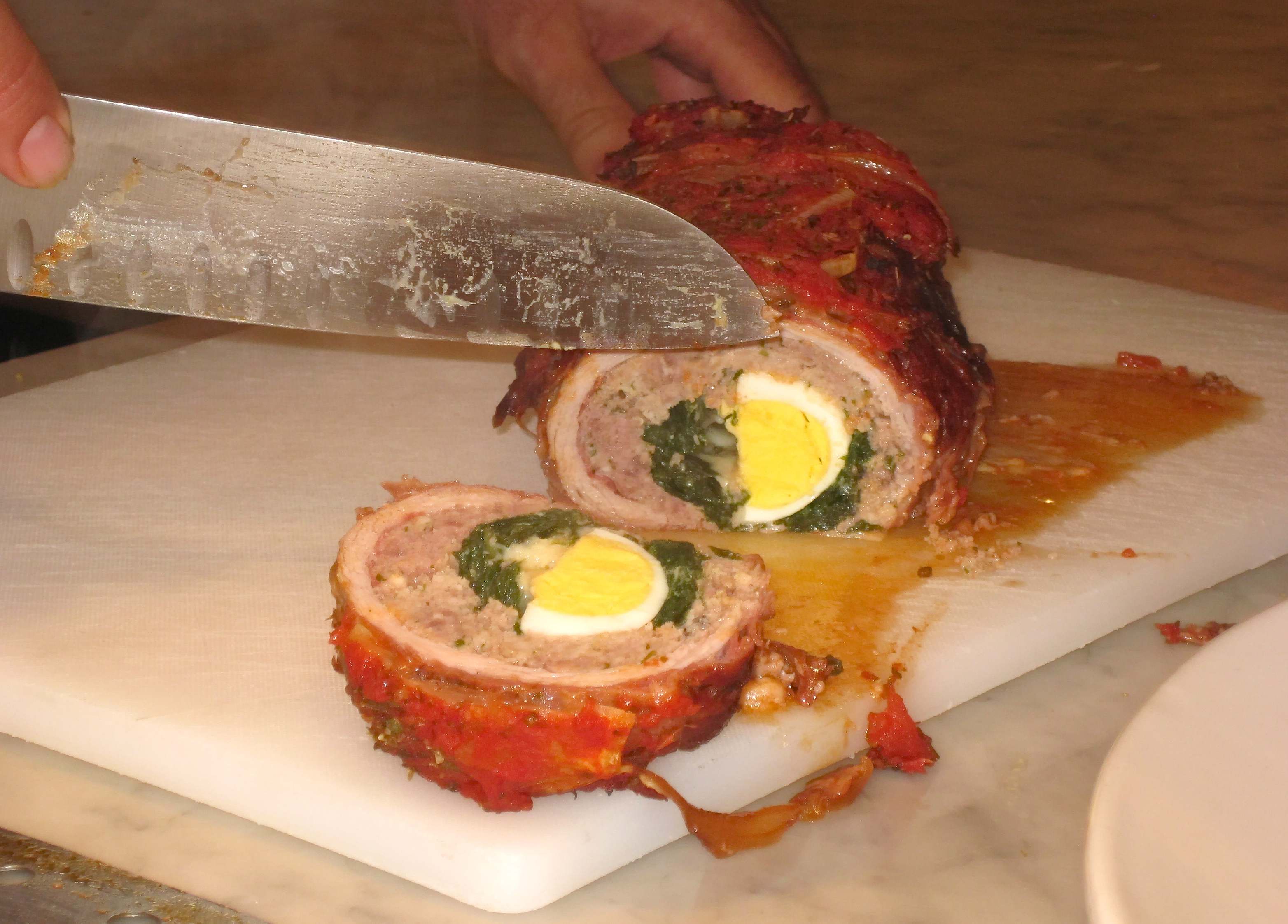
Falsomagro

I piatti di carne della cucina trapanese sono:
- Gli 'nvultina a trapanisa, involtini di vitello con ripieno di pecorino grattugiato, prezzemolo ed aglio tritati, pangrattato, sale e olio
- Il falsomagro (braciola ripiena di carne trita, uova, formaggio, aglio e prezzemolo)
- Aḍḍina cunzata, gallina (non pollo) lessata insaporita con foglioline di menta, aglio e prezzemolo tritato, olio, sale, pepe, aceto
- Coniglio lardiato[10] (cotto in tegame, con una salsa di pelati o pomodorini a pezzetti, olio, aceto, aglio e abbondante origano)
- Ghiotta di crastuna, zuppa di lumache (Cornu aspersum), con patate e pomodoro
- Bbabbaluci cu' l'agghia, lumachine di terra (Theba pisana) bollite e condite con pesto alla trapanese

## Altre specialità locali

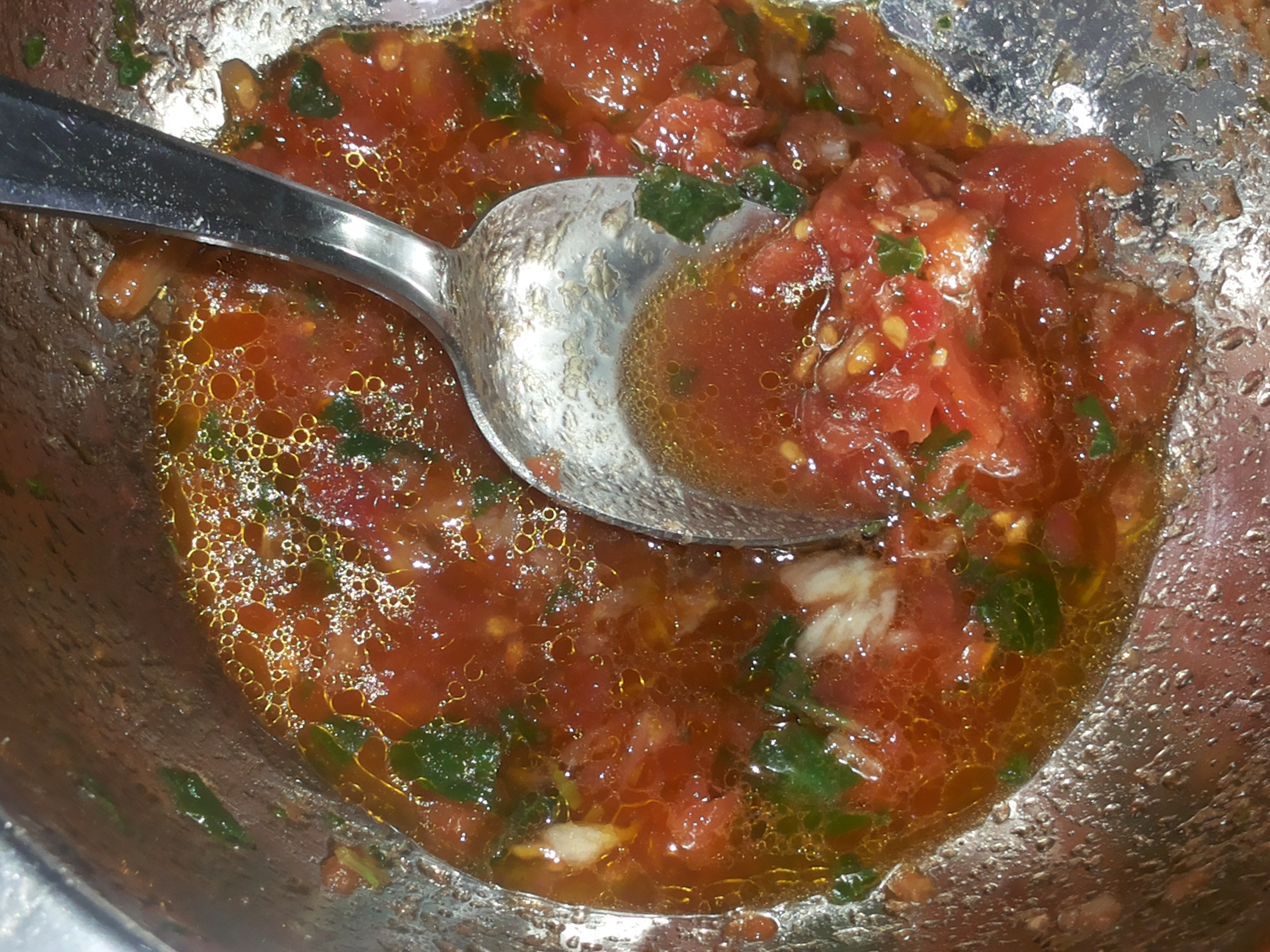
Salamureci

- Cuscus alla trapanese[11] più che un primo è un piatto completo. Si prepara con semola, incocciata ('compattata') dalle abili mani delle cuoche e cotta a vapore in una speciale pentola di terracotta smaltata. Ma il condimento, a differenza di quello magrebino (a base di legumi e carne di montone), è un brodetto di pesce misto (scorfano rosso, scorfano nero, cernia, pesce San Pietro, vopa, gallinella, luvaro, insieme a qualche gambero o cicala o scampo). Da provare in particolare a Trapani, Favignana e San Vito lo Capo.
- Pane "squarato"[12] di Marsala (provincia di Trapani). Pane di semola di rimacinata a forma di corona, per rappresentare la corona del Cristo a Pasqua,  e profumato con il suo “cimino” cioè semi di cumino o anice. Il nome “squarato” nasce dal fatto che "squarato" in siciliano significa sbollentato, infatti questo pane è così liscio e lucido grazie alla sua prima fase di cottura, un breve passaggio in abbondante acqua calda.
- Muffuletta di San Martino[13]: pane morbido prodotto il giorno di San Martino dai fornai trapanesi. Profumato con semi di anice per una migliore digeribilità che contrastava il riempimento di una volta. In origine infatti veniva farcito con ricotta e vino cotto o olio e sarde salate. La variante con la mortadella invece, più recente, è divenuta col tempo quella più mangiata[14]
- Cabbucio[15]: pane con impasto simile a quello della pizza siciliana. Farcibile a piacere anche se la versione più tradizionale vuole tuma o primo sale, acciughe, pomodoro, olio, sale e origano (pane cunzato)
- Patate vastase[16], patate al forno con pomodorini, mozzarella e origano
- Ghiotta cû pisci a mari (lett. la ghiotta con il pesce a mare), cioè senza il pesce
- Cuscusu o Frascatula 'ri virduri (con zuppa di cavolfiore, fave, carote, ceci e verdure varie)
- Pizza rianata[17] (impasto della pizza tipico siciliano, il quale prevede l'impiego di una percentuale di farina di semola rispetto a quella napoletana), il quale condimento prevede: pomodoro, acciughe, abbondante origano e pecorino grattugiato. La variante con aggiunta di mozzarella si chiama pizza rianella. Il nome deriva dal fatto che in dialetto origano si dica “rieno"
- 'u mataroccu, o anche salamureci, (dall'andaluso salmorejo) antico e gustoso piatto povero: un'insalata di pomodoro a pezzetti, condita con olio, cui si versa dell'aglio pestato nel mortaio con del basilico e del sale e si ricopre d'acqua come una zuppa, quindi si aggiunge del pane raffermo o tostato a pezzetti
- a 'nsalata ri limuna: nelle sere estive, si spremono grossolanamente due limoni in una insalatiera, poi si tagliano i limoni a pezzetti (senza scorza), si aggiunge olio, sale e pepe, si copre d'acqua e si aggiunge il pane raffermo tagliato a pezzetti

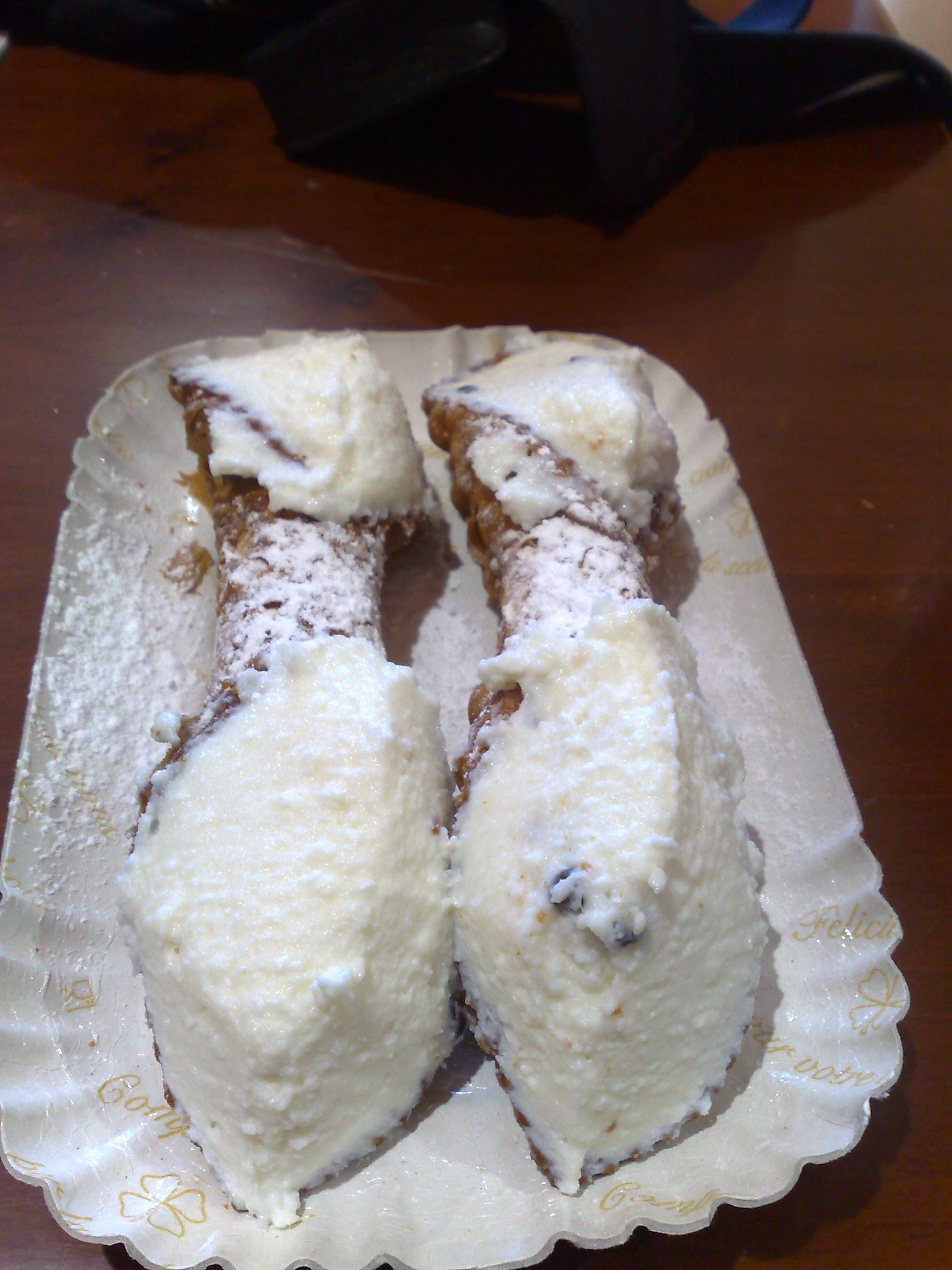
Cannoli di Dattilo

## Dolci

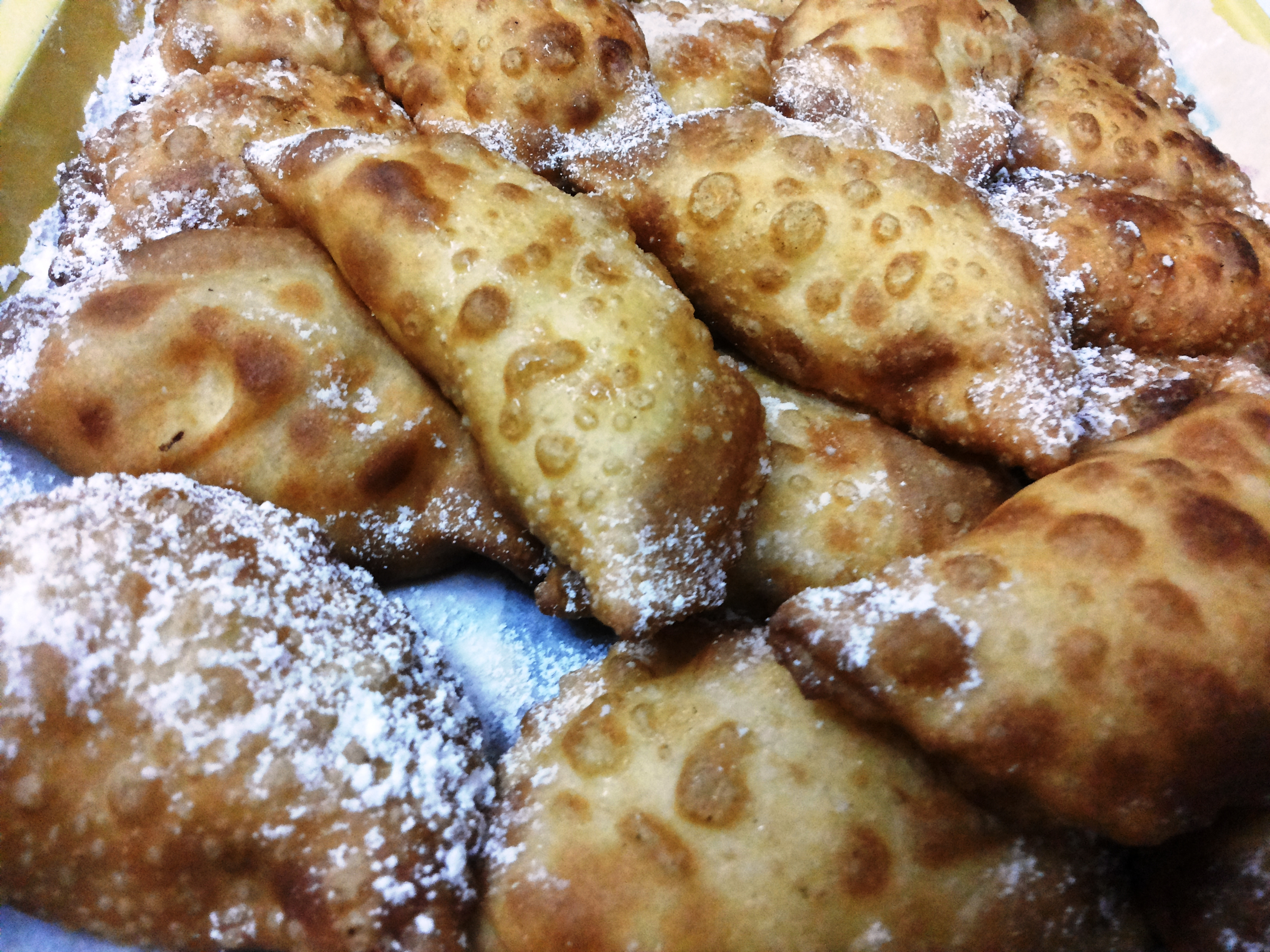
Cassatelle

- Cannoli farciti con ricotta di pecora, in particolare nelle frazioni trapanesi di Dattilo e Napola, più grandi di quelli comuni[18]
- Sfincia di San Giuseppe
- Cassateddi[19], cassatelle, fritte, con un ripieno di ricotta di pecora zuccherata e gocce di cioccolato
- Cassateddi di ficu, tipiche di Marsala
- Cosi di ficu, artistici dolci in pasta frolla ripieni di fichi, mandorle e gocce di cioccolato
- Graffe[20] con la ricotta (bomboloni fritti farciti di crema di ricotta e gocce di cioccolato)
- Spagnolette[21] - dolce di un involucro croccante simil savoiardo, ripieno di ricotta[22]
- Tunisine - dolce con impasto di ricotta al forno
- Genovesi[23], dolci di pasta frolla con crema[24]
- Cuccìa di Santa Lucia[25]: dolce tipico siciliano la cui variante trapanese prevede l'uso di frumento, ceci e fave (13 per simboleggiare il giorno), tutto bollito e condito con il "mosto cotto" (in alcune famiglie si aggiunge anche della cioccolata a pezzetti)
- Patata[26], dolce il cui nome richiama la sua forma ovale, composto da due strati di pan di Spagna imbevuto di rum e col ripieno di crema di Marron glacé, avvolto da un finissimo strato di pasta di marzapane al gianduia. Nato a Trapani nella prima metà dell’Ottocento, era un dolce ricercato, simbolo di ricchezza.[27] Esiste una variante palermitana, il cui ripieno però differisce, in quanto prevede l'impiego di crema pasticcera.[28]
- Miliddri/Miliddi[29]: biscotti secchi che venivano lasciati dorare nel forno a legna dopo aver cotto il pane. Hanno la forma rettangolare e sono profumati all'anice. Anticamente nelle taverne, prima del vino, venivano portati in tavola poiché il loro aroma rendeva buono anche un vino di scarsa qualità.[30]
- Muccunetti, dolce con la zuccata, tipico di Mazara del Vallo
- Bocconcini di Erice, dolcini di pasta reale con l'anima di marmellata di cedro al liquore
- Spinci/Sfince[31] (frittelle col buco aromatizzate con semi di anice). Alcune famiglie le intingono nel mosto cotto
- Cassata ericina, dal ripieno a base di cedrata
- Mustazzoli di Erice[32]
- Caldo freddo[33][34][35]
- Giuggiulena
- Scursunera[36], granita di gelsomino

## Prodotti agroalimentari

### Formaggi
- Belicino (P.A.T.)
- Caciotta degli Elimi (P.A.T.)
- Cofanetto (P.A.T.)
- Ericino (P.A.T.)
- Vastedda della Valle del Belice (DOP)

### Vini

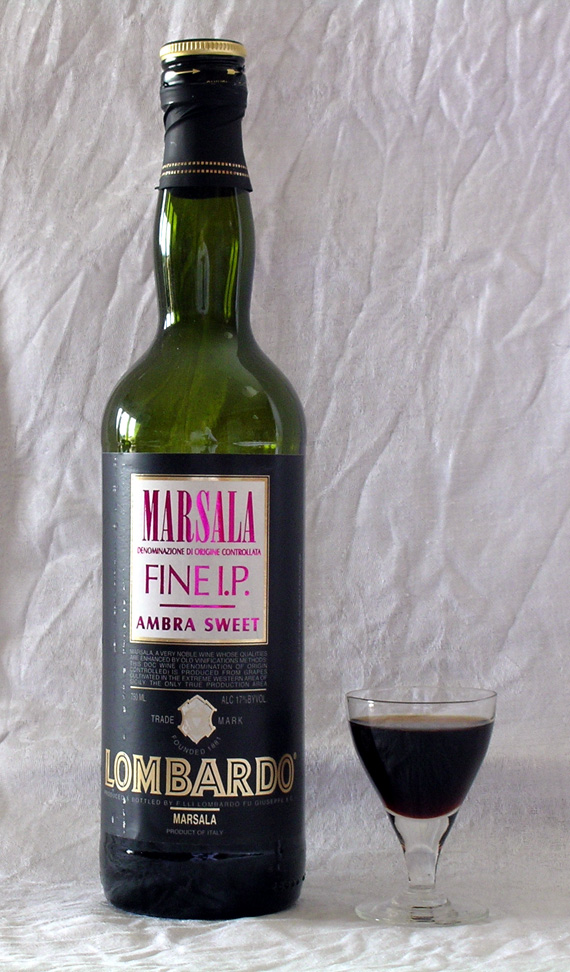
Il vino Marsala, il primo DOC italiano

- Bianco d'Alcamo (DOC)
- Delia Nivolelli (DOC)
- Erice (vino) (DOC)
- Marsala (vino) (DOC)
- Passito di Pantelleria (DOC)
- Moscato di Pantelleria (DOC)
- Salaparuta (vino) (DOC)

### Oli
- Valli Trapanesi (DOP)
- Val di Mazara (DOP)
- Valle del Belice (DOP)

### Altri
- Aglio rosso di Nubia (PAT)
- Cappero di Pantelleria (PAT)
- Gambero rosso di Mazara[37].
- Miele di Trapani (PAT)
- Fichidindia della Valle del Belice (PAT)
- Fichidindia Bastarduna di Calatafimi (PAT)
- Oliva Nocellara del Belice (DOP)
- Ovaletto di Calatafimi (PAT)
- Pane nero di Castelvetrano (PAT)
- Pane di San Giuseppe di Salemi (PAT)
- Pomodoro pizzutello di Paceco (PAT)
- Sale marino di Trapani (IGP)[38]